# Brotherhood of Man
A Brotherhood of Man egy brit pop csapat, amely megnyerte az Eurovíziós Dalfesztivált 1976-ban a Save Your Kisses for Me számmal.
A dalszerző és zenei producer, Tony Hiller alapította a csapatot 1969-ben. A következő évben Hiller siker számot írt, a United We Stand-et, s ezzel a csapat felkerült a brit és az amerikai slágerlistákra. Az európai kontinens meghódítása viszont csak az 1976-ban jött el, amikor is megnyerte az Eurovíziós Dalfesztivált.
Az eladásaik visszaestek, de két év múlva összeszedték magukat és Európa-szerte felléptek a 2020-as visszavonulásukig.

## Történelem

### Első felállás
Az együttest a zenei producer-dalíró, Tony Hiller alapította 1969-ben, és eredetileg a felállás John Goodison, Tony Burrows , Roger Greenaway (dalíró), Sue Glover és Sunny Leslie volt. Burrows egy tapasztalt session énekes volt és Greenaway egy elismert dalszövegíró, míg Leslie és Glover duóként énekeltek együtt, mint Sue and Sunny.
Greenaway Roger Cookkal olyan sikeres számokat írt, mint Gene Pitney Something's Gotten Hold of My Heart című dala, s ezt az együttműködést tovább folytatták együtt, így született meg az I'd Like To Teach the World to Sing a The New Seekers-nek és a Melting Pot a Blue Minknek.
Leslie szólókarrierbe fogott Sunny néven (1974-ben lett is egy slágere a Doctor's Orders), Glover pedig elismert session énekessé vált. Lulunak és Vikki Watsonnak, a két brit pályakezdőnek lettek a háttér énekeseik az Eurovíziós Dalfesztiválon 1969-ben és 1985-ben, illetve valamint a német kezdőnek, Joy Flemingnek 1975-ben.
A csapat 1969-ben jött újra össze és elkezdték felvenni Hiller néhány számát. Az első kislemezük, a Love One Another megbukott a slágerlistákon, viszont a következővel, a United We Standdel (1970 elején adták ki) megfordult a szerencséjük. A United We Standet a brit rádiókban rengetegszer leadták, s Amerikában is kezdtek népszerűek lenni. A kislemez bekerült a Top 20-ba UK-ban, Kanadában és az USA-ban. A dalt többek között feldolgozta Olivia Newton-John és a The Osmonds. Ezt követően 1970-ben kiadták az első albumukat a jól ismert szám címével, a United We Standet.
A következő pár évben a The Brotherhood of Man felállása megváltozott. Burrows 1971 elején ott hagyta a csapatot és az amerikai énekes, Hal Atkinson váltotta fel, nem sokkal később Greenaway is távozott, őt Russel Stone helyettesítette. Volt még egy nagyobb slágerük Amerikában (1971-ben a Reach Out Your Hand), ellenben a hazájukban már nem volt olyan töretlen a sikerük. Végül abbahagyták.

### Második felállás
Hiller, hogy a Brotherhood of Man tovább éljen, 1972-ben új felállással újraalkotta a csapatot, létrehozott egy triót Martin Lee-vel, Nicky Stevens-szel és Lee Sheridannal.

### Eurovízió utáni sikerek
Az Eurovízió megnyerése után is folytatták a nemzetközi fellépéseiket, de 2020-ban visszavonultak.
2024-ben 77 éves korában elhunyt Martin Lee, az együttes egyik énekese és dalszerzője.

## Diszkográfia

### Albumok
- United We Stand (Deram, 1970)
- We're the Brotherhood of Man (Deram, 1972)
- The World of the Brotherhood of Man (Decca, 1973)
- Good Things Happening (Dawn, 1974)
- Love and Kisses (Pye, 1976)
- Oh Boy! (Pye, 1977)
- Images (Pye, 1977)
- B for Brotherhood (Pye, 1978)
- Twenty Greatest (K-tel/Pye, 1978)
- Higher Than High (Pye, 1979)
- Singing a Song (Pye, 1979)
- Good Fortune (Dazzle, 1980)
- Sing 20 Number One Hits (Warwick, 1980)
- 20 Disco Greats / 20 Love Songs (Warwick, 1981)
- Lightning Flash (EMI, 1983)
- The Butterfly Children (1992)
- Greenhouse (1997)
- The Seventies Story (2002)

## Díjak és elismerések
- 1976-ban megnyerte az Eurovíziós Dalfesztivált.
- Mint dalírók, Tony Hiller, Martin Lee és Lee Sheridan három Ivor Novello Awards díjat nyertek meg (az egyik az Év nemzetközi slágere volt a Save Your Kisses For Me dalért - 1976.)
- A United We Standet több, mint 100 előadó dolgozta fel.
- Az első No.1 daluk a Kiss Me Kiss Your Baby volt 1975-ben Belgiumban.
- Nagy-Britanniában három No.1 számuk volt
- 1971-ben szerepeltek a Royal Variety Show-ban.
- 1977-ben a Silver Jubilee Gala-n maga a királynőnek léptek fel.
- Több, mint 30 platinum, arany és ezüst lemezük van.
- Martin Lee és Lee Sheridan együtt több, mint 100 dalt komponáltak.
- A második felállás tagjai már 30 éve együtt vannak.